# Pablo Torre
Pablo Torre Carral (* 3. April 2003 in Soto de la Marina, Kantabrien) ist ein spanischer Fußballspieler. Der offensive Mittelfeldspieler wurde überwiegend bei Racing Santander ausgebildet und steht seit Juli 2025 beim RCD Mallorca unter Vertrag.

## Karriere

### Im Verein
Pablo Torre, der Sohn des Fußballspielers Esteban Torre, spielte zunächst beim CD Marina Sport in seiner Heimatstadt Soto de la Marina und wechselte 2015 in das nahegelegene Santander in die Nachwuchsabteilung von Racing. Im Juli 2020 absolvierte der 17-Jährige in der zweiten Mannschaft, Rayo Cantabria, in der viertklassigen Tercera División seinen ersten Einsatz im Herrenbereich. Im Oktober 2020 folgte sein Debüt für die erste Mannschaft in der drittklassigen Segunda División B. Torre wurde Saison 2020/21 trotz seines jungen Alters zu einem wichtigen Bestandteil und absolvierte 24 Drittligaspiele (20-mal in der Startelf), in denen er 4 Tore erzielte. Die Mannschaft qualifizierte sich am Saisonende für die neu eingeführte drittklassige Primera División RFEF. In der Saison 2021/22 kam der offensive Mittelfeldspieler, der auch auf dem Flügel eingesetzt werden kann und noch für die A-Junioren (U19) spielberechtigt war, in 31 von 36 Ligaspielen (27-mal in der Startelf) zum Einsatz und erzielte 10 Tore. Damit hatte Torre einen erheblichen Anteil am Gewinn der Meisterschaft in der Gruppe 1 und damit am Aufstieg in die Segunda División. Anschließend setzte man sich noch gegen den Meister der Gruppe 2, den FC Andorra, durch und wurde somit spanischer Drittligameister.
Zur Saison 2022/23 wechselte Torre zum FC Barcelona. Der 19-Jährige unterschrieb einen Vertrag bis zum 30. Juni 2026, der eine Ausstiegsklausel in Höhe von 100 Millionen Euro enthält, und ist primär für die zweite Mannschaft eingeplant. In der Sommervorbereitung 2022 durfte er unter Xavi bei der ersten Mannschaft vorspielen. Da Racing Santander nach dem Aufstieg eine Liga höher als Barças zweite Mannschaft spielte, wurde eine Leihrückkehr in Betracht gezogen, letztendlich aber verworfen. Am 7. September 2022 debütierte Torre in der Champions League für die erste Mannschaft, als er bei einem 5:1-Sieg gegen Viktoria Pilsen in der Schlussphase eingewechselt wurde.
Zur Saison 2023/24 wurde er zum FC Girona verliehen.
Im Juli 2025 wechselte er zum RCD Mallorca.

### In der Nationalmannschaft
Torre absolvierte im Januar 2020 ein Länderspiel für die U17-Nationalmannschaft. Aufgrund der COVID-19-Pandemie fanden fortan keine Länderspiele im Juniorenbereich mehr statt. So dauerte es bis Oktober 2021, ehe er für die U19 debütierte.

## Erfolge
- Spanischer Meister: 2023, 2025
- Spanischer Pokalsieger: 2025
- Supercopa de España: 2025 (ohne Einsatz)
- Aufstieg in die Segunda División: 2022 (als Meister)